# Andreas Johansen
Andreas Johansen (Fredrikstad, 29 novembre 1901 – 12 settembre 1978) è stato un calciatore norvegese, di ruolo centrocampista.

## Carriera

### Club
Johansen giocò con la maglia del Fredrikstad.

### Nazionale
Conta 4 presenze per la Norvegia. Esordì il 14 settembre 1924, subentrando a Gunnar Andersen nella sconfitta per 1-3 contro la Danimarca.